# Pogoanele
Pogoanele là một thị xã thuộc hạt Buzău, România. Dân số thời điểm năm 2002 là 7788 người.